# Sulfametoxazol
El sulfametoxazol (abreviado, SMX y menos fidedigno SMZ) es un antibiótico bacteriostático tipo sulfonamida. Es con mayor frecuencia usado como parte de una combinación sinérgica con Trimetoprima en un relación 5:1 en el co-trimoxazol (abreviado SXT, SMX-TMP and SMZ-TMP, o TMP-SMX y TMP-SMZ), también conocido por los nombres comerciales  Bactrim Septrin y Septra. Su actividad primaria es contra cepas susceptibles de  Streptococcus, Staphylococcus aureus, Escherichia coli, Haemophilus influenzae, y anaerobios orales. Es usado frecuentemente para el tratamiento de infecciones urinarias. Adicionalmente puede ser usado como una alternativa para los antibióticos basados en amoxicilina para el tratamiento de la sinusitis. También puede ser usado para tratar la toxoplasmosis y la neumocistosis.
Otros nombres incluyen: sulfametilisoxazol, sulfisomezole, MS 53, RO 4 2130, y sulfamethazole.

## Mecanismo de acción
Las sulfonamidas son estructuralmente análogos (estructuralmente específicos) al sustrato natural e inhibidores competitivos del ácido paraaminobenzoico (PABA). Las sulfonamidas inhiben a la dihidropteroato sintetasa, la enzima bacteriana que origina la incorporación del ácido paraaminobenzoico (PABA) en el ácido dihidropteroico, el precursor inmediato del ácido fólico. Éstas inhiben la utilización del PABA en las bacterias para la síntesis del ácido fólico, un metabolito importante en la síntesis de DNA. Los efectos vistos son usualmente bacteriostáticos. El ácido fólico no es sintetizado por el hombre a través de esta enzima, sino que se obtiene por reducción del ácido fólico de la dieta. Estos facilitan una toxicidad selectiva para las células bacterianas sobre las células humanas. La resistencia bacteriana al sulfametoxazol es causada por la mutación de las enzimas que son inhibidas por las sulfonamidas permitiendo la síntesis de ácido fólico a partir del PABA.

## Química farmacéutica
El fármaco con un grupo sulfonamida Pka=10,4, es menos ácido que el sustrato natural PABA Pka=6,5, pero la introducción de un sustituyente (-NH)-R atractor(3 formas resonantes) aumenta la acidez (pka+- 6) al aumentar la estabilidad de su base conjugada y con ello aumenta la afinidad y por tanto se aumenta la potencia del fármaco. Además se mejora la farmacocinética y reduce efectos secundarios, aumentando su hidrosolubilidad por ionización, lo que disminuye la cristaluria. Además, permite aumentar su vida media en parte por su mayor fijación a proteínas plasmáticas, ya que el fármaco es ácido y la albúmina básica, y pueden usarse en el tratamiento de infecciones sistémicas.

## Efectos secundarios
El efecto adverso más común de la combinación sulfametoxazol/trimetroprima es de tipo gastrointestinal. Alergias causadas especialmente por la sulfonamida causa erupciones cutáneas, urticaria o dificultad para respirar o deglutir lo cual requiere tratamiento médico y la suspensión del medicamento de inmediato. El Sulfametoxazol/trimetroprima, se sabe también que aumenta los niveles sanguíneos de la warfarina (nombre comercial: Coumadin) y puede causar un incremento inesperado en el tiempo de coagulación y hemorragia descontrolada.  La neutropenia y la trombocitopenia son efectos adversos raros que requieren ser monitorizados en pacientes con terapia a largo plazo.